# Sandefjord Fotball 2007
Questa voce raccoglie le informazioni riguardanti il Sandefjord Fotball nelle competizioni ufficiali della stagione 2007.
| N. |                      | Ruolo | Calciatore            |
| -- | -------------------- | ----- | --------------------- |
| 1  | Norvegia (bandiera)  | P     | Skule Notø            |
| 1  | Danimarca (bandiera) | P     | Peter Skov-Jensen     |
| 2  | Norvegia (bandiera)  | D     | Thomas Eftedal        |
| 2  | Norvegia (bandiera)  | D     | Alexander Gabrielsen  |
| 3  | Danimarca (bandiera) | D     | Martin Jensen         |
| 5  | Norvegia (bandiera)  | D     | Jan Frode Nornes      |
| 5  | Norvegia (bandiera)  | D     | Birger Madsen         |
| 6  | Svezia (bandiera)    | D     | Mikael Andersson      |
| 7  | Norvegia (bandiera)  | C     | Tommy Knarvik         |
| 8  | Germania (bandiera)  | C     | Thomas Sobotzik       |
| 9  | Norvegia (bandiera)  | C     | Fredrik Thorsen       |
| 10 | Brasile (bandiera)   | A     | Adriano               |
| 11 | Svezia (bandiera)    | A     | Andreas Tegström      |
| 12 | Norvegia (bandiera)  | P     | Espen Bugge Pettersen |
| 13 | Norvegia (bandiera)  | C     | Ørjan Røyrane         |
| 14 | Finlandia (bandiera) | C     | Tuomas Haapala        |

| N. |                           | Ruolo | Calciatore            |
| -- | ------------------------- | ----- | --------------------- |
| 14 | Islanda (bandiera)        | C     | Guðmundur Pétursson   |
| 15 | Gambia (bandiera)         | C     | Ebrima Sohna          |
| 16 | Norvegia (bandiera)       | C     | Samuel Isaksen        |
| 17 | Norvegia (bandiera)       | D     | Olav Zanetti          |
| 18 | Norvegia (bandiera)       | C     | Erik Mjelde           |
| 19 | Finlandia (bandiera)      | C     | Kari Arkivuo          |
| 20 | Costa d'Avorio (bandiera) | C     | Raoul Kouakou         |
| 21 | Norvegia (bandiera)       | A     | Olav Tuelo Johannesen |
| 21 | Norvegia (bandiera)       | A     | Albert Krueziu        |
| 22 | Finlandia (bandiera)      | C     | Sampo Koskinen        |
| 23 | Sudafrica (bandiera)      | A     | Toni Nhleko           |
| 24 | Norvegia (bandiera)       | D     | Fredrik Kjølner       |
| 25 | Norvegia (bandiera)       | A     | Harald Aksnes         |
| 26 | Norvegia (bandiera)       | D     | Herman Ellefsen       |
| 27 | Norvegia (bandiera)       | C     | Jon André Røyrane     |
| 28 | Svezia (bandiera)         | C     | Gustaf Crona          |

## Risultati

### Campionato

#### Girone di andata
| Arbitro: | Edvartsen (Hamar) |

|                                         |           |  |
| Powell 20’ Tessem 37’ (rig.) Larsen 87’ | Marcatori |  |

| Arbitro: | Olsen (Kristiansand) |

|                                     |           |  |
| Thorsen 23’ Isaksen 64’ Knarvik 86’ | Marcatori |  |

| Stavanger 22 aprile 2007, ore 18:00 CEST 3ª giornata | Viking        | 0 – 0 referto | Sandefjord | Viking Stadion (14.368 spett.)\| Arbitro: \| Øvrebø (Oslo) \| |
| Arbitro:                                             | Øvrebø (Oslo) |               |            |                                                               |

| Arbitro: | Moen (Haugesund) |

|                         |           |               |
| Madsen 42’ Tegström 44’ | Marcatori | 29’ Rushfeldt |

| Arbitro: | Hagen (Grue) |

|              |           |             |
| Nannskog 78’ | Marcatori | 51’ Arkivuo |

| Arbitro: | Skjerven (Kaupanger) |

|                                 |           |                                        |
| Adriano 4’ Sigurðsson 6’ (aut.) | Marcatori | 45’ Helstad 89’ Winters 90’ Sigurðsson |

| Arbitro: | Moen (Haugesund) |

|                     |           |  |
| Berre 51’ Lange 90’ | Marcatori |  |

| Arbitro: | Berntsen (Vang) |

|                    |           |                       |
| Knarvik 60’ (rig.) | Marcatori | 42’ Konan 49’ Iversen |

| Arbitro: | Hauge (Bergen) |

|                                         |           |             |
| Vatshaug 30’ Pedersen 45’ M. Hæstad 88’ | Marcatori | 69’ Isaksen |

| Arbitro: | Moen (Haugesund) |

|  |           |         |
|  | Marcatori | 4’ Nyan |

| Arbitro: | Staberg |

|                  |           |                            |
| Adriano 21’, 62’ | Marcatori | 48’ Kvisvik 71’ Jóhannsson |

| Arbitro: | Helgerud (Lier) |

|                                               |           |  |
| Sørensen 29’, 90’ Adriano 50’ (aut.) Dale 55’ | Marcatori |  |

| Arbitro: | Hagen (Grue) |

|  |           |                       |
|  | Marcatori | Søgård 21’ Brenne 32’ |

#### Girone di ritorno
| Arbitro: | Sælen (Bergen) |

|                              |           |            |
| Arkivuo 17’, 43’ Knarvik 40’ | Marcatori | 90’ Tessem |

| Arbitro: | Hagen (Grue) |

|                                                       |           |             |
| Parr 71’ Olsen 78’ Guðmundsson 86’ Bahoken 90’ (rig.) | Marcatori | 39’ Adriano |

| Arbitro: | Sandmoen |

|                                                      |           |               |
| Jensen 37’ Zanetti 76’ Gaarde 85’ (rig.) Knarvik 90’ | Marcatori | 8’ Sigurðsson |

| Arbitro: | Helgerud (Lier) |

|                            |           |                     |
| Lindpere 56’ Moldskred 70’ | Marcatori | 71’ (rig.) Sobotzik |

| Arbitro: | Olsen (Kristiansand) |

|                       |           |                                           |
| Nhleko 33’ Jensen 35’ | Marcatori | 20’ Alanzinho 65’ Gunnarsson 85’ Nannskog |

| Arbitro: | Edvartsen (Kaupanger) |

|                |           |  |
| Sigurðsson 30’ | Marcatori |  |

| Arbitro: | Sælen (Bergen) |

|            |           |                              |
| Madsen 66’ | Marcatori | 13’ Grindheim 64’, 82’ Berre |

| Arbitro: | Helgerud (Lier) |

|                     |           |  |
| Strand 59’ Koné 81’ | Marcatori |  |

| Arbitro: | Skjerven (Kaupanger) |

|            |           |                              |
| Madsen 60’ | Marcatori | 5’ Hulsker 11’ Borre 45’ Lie |

| Arbitro: | Berntsen (Vang) |

|                                                  |           |  |
| Bergdølmo 11’ (rig.) George 60’ Nyan 63’ Ohr 71’ | Marcatori |  |

| Arbitro: | Edvartsen (Hamar) |

|                      |           |  |
| Elyounoussi 83’, 90’ | Marcatori |  |

| Arbitro: | Helgerud (Lier) |

|  |           |                 |
|  | Marcatori | 73’, 87’ Bärlin |

| Arbitro: | Edvartsen (Hamar) |

|                    |           |             |
| 75’ (rig.) Mouelhi | Marcatori | Adriano 29’ |

### Coppa di Norvegia
| Arbitro: | Christiansen |

|  |           |                                                                      |
|  | Marcatori | 20’ Tegström 36’ Madsen 51’ J. Røyrane 52’ (aut.) Iversen 78’ Mjelde |

| Arbitro: | Christiansen |

|                                |           |  |
| Lund 20’ (rig.) Andreassen 87’ | Marcatori |  |